# Kanchugaranahalli, Kadur
Kanchugaranahalli là một làng thuộc tehsil Kadur, huyện Chikmagalur, bang Karnataka, Ấn Độ.